# Homomallium japonico-adnatum
Homomallium japonico-adnatum är en bladmossart som beskrevs av Brotherus 1908. Homomallium japonico-adnatum ingår i släktet Homomallium och familjen Hypnaceae. Inga underarter finns listade i Catalogue of Life.